# کرتیان (مشهد)
کرتیان (مشهد)، روستایی از توابع بخش احمدآباد شهرستان مشهد در استان خراسان رضوی ایران است.
روستا در فاصله ۱۰ کیلومتری مشهد از خروجی خلج به سمت روستای هفت حوض و بعد از روستای شلگرد می باشد با طبیعتی بسیار بکر و مناظر بسیار دیدنی ، این روستا از جاذبه های گردشگری بخش احمدآباد محسوب میشود.

## جمعیت
این روستا در دهستان سرجام قرار دارد و براساس سرشماری مرکز آمار ایران در سال ۱۳۹۵، جمعیت آن پنجاه و سه خانوار می باشد.